# 可愛くてごめん
「可愛くてごめん」（かわいくてごめん）は、日本のクリエイターユニット・HoneyWorksの楽曲。
HoneyWorksによる楽曲シリーズ・プロジェクト『告白実行委員会〜恋愛シリーズ〜』およびTVアニメ『ヒロインたるもの!〜嫌われヒロインと内緒のお仕事〜』の登場キャラクター・中村千鶴（ちゅーたん〈CV:早見沙織〉）のキャラクターソング。2022年11月18日にミュージック・ビデオがニコニコ動画とYouTubeに投稿され、2022年11月21日に配信限定シングルとしてリリースされた。

## 楽曲解説
『告白実行委員会〜恋愛シリーズ〜』において、中村千鶴が作品中に登場するアイドルユニットLIP×LIPの「推し事」中に見せるもう一つの顔、ちゅーたんとしての活躍を描いた楽曲。
リアルサウンドのライター・Z11は、楽曲の歌詞にHoneyWorksらしいポジティブさが遺憾なく発揮されており、サビの「Chu! 可愛くてごめん」「生まれてきちゃってごめん」といったフレーズに自己肯定感の高いポジティブさが表現されていると評した。TikTok内ではメイクアップ動画での楽曲引用が多く、自己肯定感を高める楽曲の親和性が高いと述べている。

## 反響・評価
楽曲はTikTokにて、歌詞に合わせて投げキスをしたり謝ったり、頬に手を当てるポーズを行うダンス動画から人気に火が付き、曲に合わせてダンスを踊る「可愛くてごめん」チャレンジが開催されるなど、大きな反響を呼んでいる。2022年8月に同人バージョン『可愛くてごめん (feat. かぴ)』が先行リリースされると、同年9月頃から流行し、12月には著名K-POPグループのメンバーがダンス動画を投稿するなど、国内外に波及した。
Billboard JAPANによるTikTokチャート『TikTok Weekly Top 20』では、かぴ歌唱バージョンが6週連続で1位を獲得した。その後も継続的にチャートインし、2023年度の年間首位を獲得した。
YouTubeでのミュージックビデオ再生回数は、公開から2か月足らずで3,200万回再生を突破している。2023年1月13日から1月19日集計のYouTubeチャートでは、ランクイン13週目で初の1位を獲得。
2024年5月、2023年度のJASRAC賞銀賞を受賞した。

## バージョン違い・カバー
- 可愛くてごめん (feat. かぴ) - 2022年8月28日リリース。同人アルバム『告白実行委員会 -FLYING SONGS- 恋してる』に収録。歌い手のかぴによる歌唱。
- 可愛くてごめん (feat. 星乃夢奈) - 2023年1月12日リリース。星乃夢奈によるカバー。
- 可愛くてごめん (feat. こはならむ) - 2023年1月19日リリース。こはならむによるカバー。
- 可愛くてごめん (たかねこver.) - 2023年1月27日リリース。高嶺のなでしこによるカバー。
- 可愛くてごめん - 2023年8月29日にゲーム『ワールドダイスター 夢のステラリウム』に収録。阿岐留カミラ（若井友希）によるカバー[7]。
- 可愛くてごめん - 2023年9月9日にゲーム『バンドリ! ガールズバンドパーティ!』に収録。Pastel*Palettes（氷川日菜（小澤亜李）・白鷺千聖（上坂すみれ）・大和麻弥（中上育実））・若宮イヴ（秦佐和子））によるカバー[8]。
- 可愛くてごめん - 2023年9月20日にゲーム『アイドルマスター シンデレラガールズ スターライトステージ』に収録。輿水幸子（竹達彩奈）によるカバー。
- 可愛くてごめん - ユッコ・ミラーのアルバム『Ambivalent』（2023年11月1日）に収録。サックスでのカバー[9]。
- 可愛くてごめん - Adoのアルバム『Adoの歌ってみたアルバム』（2023年12月13日）でカバー[10]。
- 可愛くてごめん - 2024年4月24日にゲーム『D4DJ Groovy Mix』に収録。大鳴門むに（三村遙佳）・出雲咲姫（紡木吏佐）・福島ノア（佐藤日向）・白鳥胡桃（深川瑠華）によるユニット「きゅーとぴあ♡」によるカバー。
- 可愛くてごめん - テレビアニメ『時々ボソッとロシア語でデレる隣のアーリャさん』第2話エンディングテーマとしてアリサ・ミハイロヴナ・九条（上坂すみれ）がカバー。
- 可愛くてごめん - AKB48のアルバム『なんてったってAKB48』（2024年12月25日）に収録。伊藤百花（19期研究生）によるカバー。
- 可愛くてごめん - 『『ぷにるはかわいいスライム』かわいいぷにるソングアルバム』（2025年3月19日）に収録。アニメ『ぷにるはかわいいスライム』の第4弾MVで使用。ぷにる（篠原侑）がカバー。

## ミュージックビデオ
ミュージックビデオは2022年11月18日に公開された。
- イラスト：TMK
- 動画：Kanata